# 信阳毛尖
信阳毛尖，产于河南省信阳市的西南山区，如：车云山、连云山、集云山、天云山、云雾山、白龙潭、黑龙潭、何家寨等。信阳毛尖茶属于绿茶，也是中国十大名茶之一。信阳毛尖茶作为传统名茶，因其外形条索紧秀、圆直有峰、白毫满披而得名“毛尖”，又因产于信阳故名“信阳毛尖”。以“细、圆、光、直、多白毫、香气高爽、回甘悠长、汤色黄绿”的风格著称。在1915年舊金山万国博览会上荣获金奖，1959年被誉为中国十大名茶之一。1982年、1986年与1990年被商业部评为全国名茶，1985年荣获国家质量奖银质奖，1990年荣获国家质量奖金质奖，1999年在昆明世界园艺博览会上荣获金奖，2007年在日本世界绿茶大会上荣膺金奖。

## 生产历史
信阳茶区是中国的古老茶区，产茶历史悠久。一般认为起于东周，在唐朝开始大规模生产，它在唐称为“大模茶”，宋称为“片茶”、“散茶”,明称为“芽茶”、“叶茶”，到清朝定名为“信阳毛尖”。
760年～780年间，茶学家陆羽撰写的世界第一部茶学专著《茶经》，把信阳划为当时八大茶区之一的淮南茶区，據載：“淮南以光州（今潢川、光山一带上，义阳郡（今信阳市平桥区、浉河区）、舒州次，……”唐代《地理志》中記載“义阳郡（今信阳市平桥区、浉河区）土贡品有茶”。宋代诗人苏东坡曾有稱讚“淮南茶，信阳第一”。但當時的贡品或上等茶并非今日之信阳毛尖。有人认为信阳毛尖源于宋末的散茶，信阳毛尖从北宋到明朝生产的为散茶[3]，因此此观点具有爭議。
据考证，信阳毛尖独特风格形成是在20世纪初。清代光绪末年（1905年－1909）季邑蔡竹贤提倡开山种茶，先后成立元贞（震雷山）、广益、裕申、宏济（车云）、博厚、森林、龙潭、广生等八大茶社，发展茶园近30ha，逐渐改进完善了信阳毛尖的炒制工艺，产区也不断扩大。

## 产地
历史上信阳毛尖主产现在的信阳市浉河区、平桥区和罗山县，“五云”（车云山、集云山、连云山、天云山、云雾山）、“两潭”（黑龙潭、白龙潭）、“一寨”（何家寨）、“一山”（震雷山）、“一寺”（灵山寺）逐步成为著名产地。1984年后，省、地、县茶叶技术推广部门及信阳农专茶叶专业组织毕业实习学生，在信阳市各产茶县推广信阳毛尖炒制技术，仿制信阳毛尖，称“河南毛尖”。
1994年1月，原信阳地区行署为了适应市场经济的需要，充分发挥信阳茶叶生产的资源优势，经专家论证，决定将信阳地区（现信阳市）按信阳毛尖工艺、品质要求生产的茶叶统称为信阳毛尖。信阳毛尖的产区扩大到信阳市8个县、区，成为中国第一大名茶生产基地。

## 特色
信阳毛尖外形细、圆、光、直、峰苗挺秀，色泽翠绿光润、白毫显露；内质汤色嫩绿明亮，香气鲜浓持久、有熟板栗香，滋味鲜浓、爽口、回甘生津，叶底嫩绿明亮、匀整。有生津解渴、清心明目、提神醒脑、去腻消食等多种营养价值。

## 信阳毛尖细嫩的鲜叶要求
优质的鲜叶原料是炒制名茶的基础。信阳毛尖对鲜叶要求细嫩、匀整，特级采1芽1叶初展，炒制1公斤信阳毛尖需10万多个芽头；一级1芽2叶初展；二、三级1芽2～3叶为主，兼采2叶嫩对夹叶；四、五级1芽3叶及2～3叶对夹叶。20世纪80年代后期开发的珍品特优茶要求更为细嫩严格，只采芽头。
鲜叶采回后应适当摊放，茶多酚发生轻微的氧化，可降低成茶的苦涩味；蛋白质水解，氨基酸含量增加；淀粉的水解，可溶性糖含量增加；散发部分青草气的芳香物质，这些均有利于提高毛尖茶的香味。摊放不能太厚，一般为3公分；时间不能太长，一般以4～10小时为宜，当含水量达70％左右时，即可炒制，当天鲜叶当天炒完。

## 信阳毛尖独特的炒制工艺
信阳毛尖传统的手工炒制工艺分生锅、熟锅、烘培三大工序。生、熟锅均为专用的光洁铁锅，成30～35°倾斜并列安装。

### 生锅
“生锅”主要起杀青和初揉作用，锅温160～200℃，投叶量500克左右。鲜叶下锅后，用细软竹枝扎成的圆帚茶把有节奏地挑翻，约3～5分钟，叶质下绵变软后，改用起揉捻作用的“裹条”炒法，并不时抖散茶叶，约经7分钟，炒至条索明显，达四、五成干（含水量55％左右）即转入“熟锅”内整形。

### 熟锅
“熟锅”是形成信阳毛尖外形细、圆、光、直的关键环节。锅温80～100℃。开始仍用茶把进行“裹条”和“扇条”，待茶条稍紧后，用茶把进行“赶条”，赶直茶条，抖散团块，炒至六、七成干，叶面茶汁不再相互粘着，就用手进行“理条”。“理条”是决定茶叶光和直的关键，反复抓条和甩条，手势自如，动作灵活，当茶条紧细、圆直、光润，达七、八成干（含水量33～35%）时即可出锅，进行烘陪。

### 烘焙
烘焙分初烘和复烘两次进行，中间适当摊放。用木炭暗火烘焙，初烘温度70～90℃，烘至含水量15%左右下烘摊放，摊放时间不少于40分钟。复烘温度60℃左右，烘至含水量6％以下，手捏茶叶成粉末、色翠香高、条形美观、白毫显露时立即下烘。再经择茶去杂既成为外形内质俱佳的信阳毛尖。
20世纪90年代中期开始探索采用机械加工信阳毛尖，已获得初步成功。

## 信阳毛尖茶的特点
信阳毛尖产区称鲜叶为茶草、茶青、青叶、生叶等。鲜叶质量优劣与成品茶质量关系密切，温湿度好的地区鲜叶生长好，制出毛尖茶外形油润发亮；温湿度差的生长也差，制成品有干枯感。采大与小也有差别，采早叶太嫩香味不足，产量少，厚老，茶叶粗老，香味低劣。 
鲜叶分级，确定质量高低依据其鲜叶大小，色泽、轻重、厚薄、老嫩等几项因素而确定质量的高低。信阳毛尖鲜叶分级方法有粗分和细分二种。 
鲜叶粗分：信阳毛尖鲜叶分级首先检查是否有劣变。如因存放时间过长，鲜叶变红，轻者列为次级，重者作为省变处理，分别摊放制作。 有老叶林片含杂的鲜叶要求当时挑拣分开，除去杂质。老嫩混杂的鲜叶与鲜叶单一老嫩的分开，大鲜叶与小鲜叶分开。 
鲜叶细分：根据运回数量的多少首先划成若干产地和若干堆放块。首先看各种茶叶占比重的多少，嫩芽越多标志鲜叶品质越高，同时兼顾鲜叶大小，老嫩、色泽、对尖叶、举地多少等因素，然后依照《信阳毛尖鲜叶分级标准表》定出鲜叶级别，相同地点鲜叶同级合并摊放，通过分级后的鲜叶外观基本一致，有利于制作中掌握。 

## 《信阳毛尖鲜叶分级标准表》
| 级别 | 茶 叶 标 准                 |
| ---- | --------------------------- |
| 特级 | 一芽一叶初展                |
| 一级 | 一芽一、二叶占90%以上       |
| 二级 | 一芽一、二、三叶占85%以上   |
| 三级 | 一芽一、二、三叶占75%以上   |
| 四级 | 一芽二、三叶占70%以上       |
| 五级 | 一芽二、三叶嫩单片占65%以上 |

## 参看
- 中国茶都·信阳国际茶文化节